# Эллиотт, Стивен
Стивен Эллиотт (англ. Stephen Elliott; 1771—1830) — американский ботаник, «отец ботаники юга США».

## Биография
Стивен Эллиотт родился 11 ноября 1771 года в городе Бьюфорт в Южной Каролине. Затем он переехал в Нью-Хейвен и стал учиться в Йельском университете. В 1791 году Эллиотт окончил Университет и вернулся в Южную Каролину.
В 1793 или 1796 году Стивен Эллиотт был избран в законодательный орган Южной Каролины, где он работал примерно до 1800 года. В 1808 году он вновь был избран в законодательное учреждение. В 1812 году Эллиотт ушёл из законодательного собрания и стал работать президентом Банка штата Южная Каролина. В свободное время Эллиотт занимался изучением флоры Южной Каролины. В 1813 году он был одним из основателей Литературного и философского общества Южной Каролины, был избран его президентом. В 1825 году Стивен принял участие в создании Медицинского колледжа, где он до 1830 года был профессором ботаники и медицины.
Эллиотт переписывался со многими ботаниками того времени, в том числе с Эйсой Греем и Джоном Торри, однако самая обширная переписка велась между Эллиоттом и Генри Мюленбергом. Гербарий Эллиотта, являющийся одним из самых крупных гербариев начала XIX века в США, в настоящее время хранится в музее города Чарлстон. Стивен Эллиотт умер 28 марта 1830 года в Чарлстоне.

## Некоторые научные работы
- Elliott, S. (1816—1824). A sketch of botany of South-Carolina and Georgia. 2 vol., 606 + 743 p.

## Названы в честь С. Эллиотта
- Elliottia Muhl. ex Elliott, 1818
- Журнал Elliottia, издававшийся с 1964 по 1966